# Giải tưởng niệm Alfred Stock
Giải tưởng niệm Alfred-Stock (tiếng Đức: Alfred-Stock-Gedächtnispreis) là một giải thưởng dành cho "việc nghiên cứu thực nghiệm khoa học độc lập xuất sắc trong lĩnh vực hóa vô cơ". Giải thưởng này được lập năm 1950 để nhìn nhận các thành tựu tiên phong trong hóa học vô cơ của nhà hóa học Đức Alfred Stock. 
Giải được "Hội Hóa học Đức" (Gesellschaft Deutscher Chemiker) trao hàng năm, gồm một huy chương vàng và một khoản tiền.

## Các người đoạt giải
- 1950 Egon Wiberg, München
- 1951 Walter Hieber, München
- 1952 Robert Schwarz, Aachen
- 1953 Josef Goubeau, Stuttgart
- 1954 Harry Julius Emeléus, Cambridge
- 1955 Ulrich Hofmann, Darmstadt
- 1956 Hermann Irving Schlesinger, Chicago
- 1958 Rudolf Scholder, Karlsruhe
- 1959 Ernst Otto Fischer, München
- 1961 Margot Becke-Goehring, Heidelberg
- 1963 Friedrich Seel, Saarbrücken
- 1964 Werner Fischer, Hannover
- 1967 Harald Schäfer, Münster
- 1970 Gerhard Fritz, Karlsruhe
- 1972 Max Schmidt, Würzburg
- 1974 Rudolf Hoppe, Gießen
- 1976 Heinrich Nöth, München
- 1979 Ulrich Wannagat, Braunschweig
- 1981 Hans Georg von Schnering, Stuttgart
- 1982 Hubert Schmidbaur, München
- 1983 Eugene G. Rochow, Captiva (Hoa Kỳ)
- 1986 Marianne Baudler, Köln
- 1988 Helmut Werner, Würzburg
- 1990 Herbert W. Roesky, Göttingen
- 1992 Gottfried Huttner, Heidelberg
- 1994 Otto J. Scherer, Kaiserslautern
- 1996 Martin Jansen, Bonn
- 1998 Peter Paetzold, Aachen
- 2000 Achim Müller, Bielefeld
- 2002 Peter Jutzi, Bielefeld
- 2004 Hansgeorg Schnöckel, Karlsruhe
- 2006 Karl Otto Christe, Los Angeles (Hoa Kỳ)
- 2008 Michael Lappert, Brighton (Anh)
- 2010 Matthias Drieß, Berlin
- 2012 Werner Uhl, Münster
- 2014 Wolfgang Kaim, Stuttgart[2]